# Yanjiang (sockenhuvudort i Kina, Heilongjiang Sheng, lat 44,57, long 129,58)
Yanjiang (kinesiska: 沿江, 沿江乡) är en sockenhuvudort i Kina. Den ligger i provinsen Heilongjiang, i den nordöstra delen av landet, omkring 270 kilometer sydost om provinshuvudstaden Harbin. Antalet invånare är 21 876. Befolkningen består av 10 580 kvinnor och 11 296 män. Barn under 15 år utgör 12,0 %, vuxna 15-64 år 81 %, och äldre över 65 år 5,0 %.
Runt Yanjiang är det tätbefolkat, med 550 invånare per kvadratkilometer. Närmaste större samhälle är Xianfeng, 2,2 km öster om Yanjiang. Runt Yanjiang är det i huvudsak tätbebyggt.
Genomsnittlig årsnederbörd är 895 millimeter. Den regnigaste månaden är juli, med i genomsnitt 188 mm nederbörd, och den torraste är januari, med 7 mm nederbörd.